# Championnats d'Afrique de gymnastique aérobic 2018
Navigation
Alger 2016 Charm el-Cheikh 2020
Les championnats d'Afrique de gymnastique aérobic 2018 se déroulent du 13 au 14 septembre 2018 à Brazzaville, en république du Congo
Les championnats comprennent des épreuves seniors et juniors,.

## Médaillés
| Épreuve     | Or                                                                            | Argent | Bronze                                             |
| ----------- | ----------------------------------------------------------------------------- | --- | -------------------------------------------------- |
| Équipes     | Algérie Fatiha Chohra Serour Mediouni Sofiane Sahraoui Feriel Alissia Ouachek | République du Congo Mercia Ntsia Dominique Mbama Adama Gilbert Delmas Moungondo Dieuveil Mahoungou Cleyvaron Ntsiete | Bénin Alexandrine Gninou Dieudonné Kitty           |
| Solo hommes | Sofiane Sahraoui (ALG)                                                        | Tlhakiso Mafona (RSA)                                                                                                | Gilbert Delmas Moungondo (CGO)                     |
| Solo femmes | Demi Botha (RSA)                                                              | Fatiha Chohra (ALG)                                                                                                  | Serour Mediouni (ALG)                              |
| Duo mixte   | République du Congo Gilbert Delmas Moungondo Mercia Ntsia                     | Bénin Alexandrine Gninou Dieudonné Kitty                                                                             | Sénégal Omar Bah Helen Marthe Bassene              |
| Trio mixte  | Algérie Serour Mediouni Fatiha Chohra Feriel Alissia Ouachek                  | République du Congo Gilbert Delmas Moungondo Dieuveil Mahoungou Cleyvaron Ntsiete                                    | Sénégal Omar Bah Moussa Gueye Helen Marthe Bassene |